# アラン・サルド
アラン・サルド（Alain Sarde、1952年5月28日 ブーローニュ＝ビヤンクール - ）は、フランスの映画プロデューサーで、1970年代以来、もっとも多産な製作者のひとりである。

## 来歴
アンドレ・テシネ監督作品からキャリアをスタート、共同製作者クリスティーヌ・ゴズランとともに、200本以上の作品を、ジャン＝リュック・ゴダール、ベルトラン・タヴェルニエ、クロード・ソーテ、ロマン・ポランスキー、ニコール・ガルシア、コリーヌ・セロー、ジャック・ドワイヨン、アラン・コルノー、ベルトラン・ブリエ…といった数々の映画作家との仕事をつづけている。
最新のプロデュース作品は、アモス・コレック、マイク・リー、エミール・クストリッツァ、デヴィッド・リンチら、35人の映画監督の短編映画集『それぞれのシネマ～カンヌ国際映画祭60回記念製作映画～』（2007年）である。
映画の製作会社「サラ・フィルム」、ついで「レ・フィルム・アラン・サルド」の創立者であり、インディペンデントの映画プロデューサーである。
作曲家フィリップ・サルドの実弟である。